# 孫德昭
孫德昭（？—？），鹽州五原縣（今陝西定邊縣）人，唐末軍事人物。

## 生平
孫德昭以蔭累職為左神策指揮使。光化三年（900年），宦官劉季述等廢唐昭宗，另立太子李𥙿。宰相崔胤謀反正，暗中說服孫德昭，勸之迎昭宗復位，並割下一衣帶，寫上親筆信派人送給孫德昭。天復元年（901年）正月孫德昭發兵打敗了劉季述，周承晦擒劉季述等，劉季述、王彥範為亂梃所斃，薛齊偓投井自殺，誅其黨二十餘人，昭宗重新復位，因功任同平章事，充靜海軍節度使，賜姓名李繼昭。又在凌煙閣上畫其肖像。晚年拜為金吾大將軍。

## 家族
父孫惟最，世為州校，功拜右金吾衛大將軍。

## 延伸阅读
[在维基数据编辑]
 《舊五代史·卷15》，出自薛居正《舊五代史》
 《新五代史·卷43》，出自歐陽修《新五代史》